# Frozen in Time
Frozen in Time — шестой студийный альбом американской дэт-метал-группы Obituary, выпущенный 12 июля 2005 года. Релиз, ознаменовавший воссоединение группы, стал последним для продюсера Скотта Бёрнса и гитариста Аллена Уэста в рамках Obituary.

## Список композиций
Треки 1—4; 6; 8 написаны Джоном Тарди, Дональдом Тарди и Алленом Уэстом. Песни 5; 7; 9—10 — братьями Тарди и Тревором Пересом.
| №                   | Название            | Длительность |
| ------------------- | ------------------- | ------------ |
| 1.                  | «Redneck Stomp»     | 3:32         |
| 2.                  | «On the Floor»      | 3:10         |
| 3.                  | «Insane»            | 3:25         |
| 4.                  | «Blindsided»        | 2:56         |
| 5.                  | «Back Inside»       | 2:42         |
| 6.                  | «Mindset»           | 3:54         |
| 7.                  | «Stand Alone»       | 3:44         |
| 8.                  | «Slow Death»        | 3:03         |
| 9.                  | «Denied»            | 3:37         |
| 10.                 | «Lockjaw»           | 4:13         |
| Общая длительность: | Общая длительность: | 34:16        |

## Участники записи
- Джон Тарди — вокал
- Аллен Уэст — соло-гитара
- Тревор Перес — ритм-гитара
- Фрэнк Уоткинс — бас-гитара
- Дональд Тарди — ударные